# Wehd
Wehd ist ein Ortsteil von Sonneberg im Landkreis Sonneberg in Thüringen.

## Lage
Nördlich der Stadtmitte von Sonneberg am Fuß und Umkreis des ehemaligen Burgberges liegt die Wehd. Auf der Wehd bei der Ziegelhütte treffen Schalkauer Plateau, Obermainisches Hügelland und Frankenwald zusammen.

## Geschichte

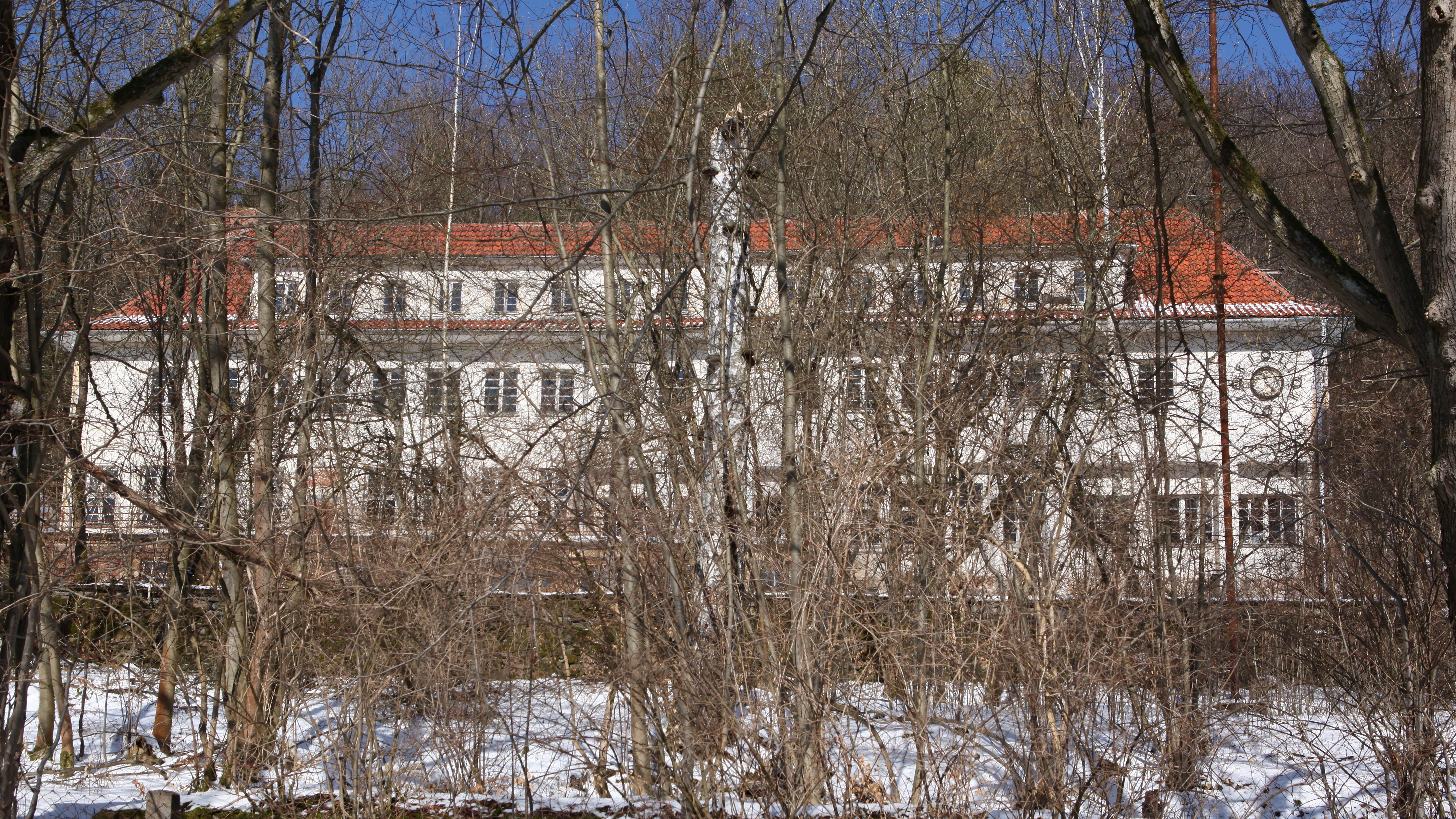
Hauptgebäude der ehemaligen Tuberkuloseheilstätte Walderholung

Die Burg Sonneberg soll um 1200 gebaut worden sein. 1207 nannte man einen Ministerialen von Giech, der die Burg Sonneberg verwaltete. Dies könnte auch ein Datum für die Ersterwähnung der Wehd sein, denn in der Literatur wurde bisher kein Anhaltspunkt gefunden. Die Burg stand auf dem Schlossberg. Ihre Lage am Südrand des Frankenwaldes erlaubte die Kontrolle der Straßen aus dem Maintal kommend. Die Burg verfiel infolge eines Blitzschlages im 17. Jahrhundert. Der Turm stammt aus der Zeit um 1844.